# Pré-Saint-Didier
Pré-Saint-Didier (arpità Pré-Sèn-Lédjé) és un municipi italià, situat a la regió de Vall d'Aosta. L'any 2007 tenia 959 habitants. Limita amb els municipis de Courmayeur, La Thuile i Morgex.

## Administració

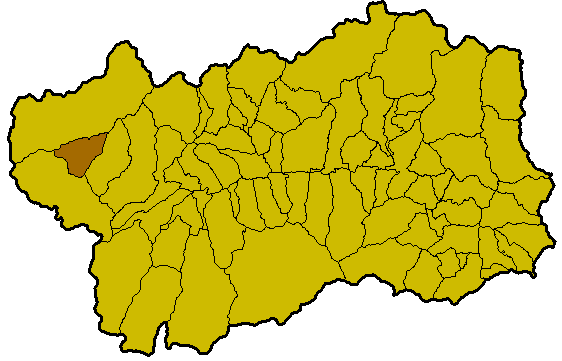
Situació de Pré-Saint-Didier a la Vall

| Període | Identitat              | Partit        |
| ------- | ---------------------- | ------------- |
| 2005-   | Riccardo Piero Bieller | Llista cívica |